# František Kolman
František Kolman (* 9. srpna 1921, Praha) byl český fotbalista, obránce. Po skončení aktivní kariéry působil jako trenér.

## Fotbalová kariéra
V československé lize hrál za SK Olomouc ASO a SK Rakovník. Gól v lize nedal. Ve francouzské lize hrál za AS Cannes a ve druhé francouzské lize hrál za Sporting Club de Toulon.

## Ligová bilance
| Ročník                        | Zápasy | Góly | Klub           |
| ----------------------------- | ------ | ---- | -------------- |
| Národní liga 1941/42          | -      | 0    | SK Olomouc ASO |
| Národní liga 1942/43          | -      | 0    | SK Olomouc ASO |
| Národní liga 1943/44          | -      | 0    | SK Olomouc ASO |
| Státní liga 1945/46           | -      | 0    | SK Rakovník    |
| CELKEM 1. československá liga | -      | 0    |                |

## Trenérská kariéra
V československé lize trénoval v letech 1954 a 1955 ČH Bratislava.